# Lucie Radová

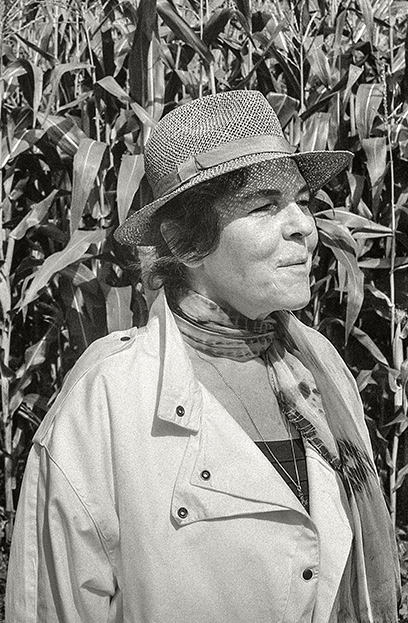
Lucie Radová, 1990

Lucie Radová, geb. Libuše Straková (* 29. August 1931 in Jičín, Tschechoslowakei; † 24. März 2016 in Sissach) war eine tschechoslowakisch-schweizerische Kunstmalerin, Buchillustratorin, Organistin und Restauratorin.

## Leben
Libuše Straková wurde am 29. August 1931 in Jičín als Tochter des Juristen Stanislav Straka und der Lehrerin Františka Straková geboren. Im Jahr 1953 heiratete sie Jiří Rada, mit dem sie 1954 nach Prag zog. Im selben Jahr trennte sie sich von ihm, behielt jedoch den Namen Radová. Etwa 1963, im Zuge der Bestimmungen der kommunistischen Partei, dass nur Parteimitglieder Kaderpositionen innehaben dürfen, verlor sie ihre Stelle als leitende Redakteurin einer Prager Modezeitschrift und konnte nur dank temporärer Hilfsarbeiten überleben. 1968 heiratete sie Jaroslav Schilling. Mit ihm zusammen und ihrem Sohn Alexandr aus der ersten Ehe emigrierte sie im November 1968 in die Schweiz.
In der Schweiz lebte Radová zuerst in Basel, für kurze Zeit in Wittinsburg und anschliessend in Gelterkinden und Sissach und konnte dort ihre Tätigkeit als Kunstmalerin ausbauen. Es folgten Ausstellungen im Baselbiet, in der Galerie Krause in Pfäffikon sowie in Paris und Marseille. Eine weitere Tätigkeit waren Illustrationen zu Werken der tschechischen Exilliteratur, vor allem für den Verlag INDEX.
In Gelterkinden führte sie mit ihrem Ehemann Jaroslav Schilling in einer ehemaligen «Hanro»-Fabrik die Kunstgalerie «RE», in der tschechische Künstler sowie solche aus der Region ausstellten (Susanne Bader, Ruedi Kern, Silvio Caduff u. a.). Eine weitere Tätigkeit neben dem Malen und der Galerie war eine Zeitlang die regelmässige Herausgabe von Poesie, im mit ihrem Mann gemeinsam geführten Verlag «Edice Akt», in Form von bibliophilen kleinen Büchern.
Im Jahr 1987 trennte sie sich von Jaroslav Schilling. Nach einer Weiterbildung nahm sie die Stelle als Organistin in einigen Gemeinden im Kanton Basel-Landschaft an. Zu dieser Zeit malte sie immer weniger und konzentrierte sich auf die Restaurierung von alten Gemälden. Sie verstarb im Alter von 84 Jahren.
Ihr Werk umfasst Ölbilder, Zeichnungen, Radierungen, Lithographien, Plastiken, Buchillustrationen und Glaskunst.

## Ausstellungen
- Prag, Verre d’Art	vor 1968
- Cernay, France	1971
- Sissach	1971–1976
- Basel, Kellergalerie	1972
- Zurzach	1973
- Ptäffikon/ZH	1973–1976
- Davos	1974
- Baden	1974
- Lausanne	1974
- Verbier	1975
- Muttenz, Basellandschaftliche Kunstausstellung GSMBA	1975
- Paris, Salon Indépendants	1975–77
- Paris, Galerie du 16e	1975
- Marseille, Art-Inter, Grand Prix International	1976
- Aix	1976
- Neerach, Galerie RA	1976
- Paris, Salon Indépendants	1977–1978
- Amsterdam, Galerie Israel	1978
- Biennale Europeene de la Gravure de Mulhouse	1978
- Gelterkinden, Galerie RE	1978
- Toulon, Salon d'Hivre	1979
- Neerach, Galerie RA	1978
- Kunsthaus Glarus	1978
- Delft, Holland, Galerie ZP	1980

## Auszeichnungen
- Marseille, Art-Inter, Grand Prix International